# Liste der Lokomotiven und Triebwagen der SBB
Unvollständige Liste der Lokomotiven und Triebwagen, die von den Schweizerischen Bundesbahnen (SBB) eingesetzt werden.
Eine Aufschlüsselung der Bezeichnung von Lokomotiv- und Triebwagen-Typen siehe Bauartbezeichnungen der Schweizer Lokomotiven und Triebwagen.

## Dampflokomotiven
| Dampflokomotiven     | Dampflokomotiven     | Dampflokomotiven                    | Dampflokomotiven                                     | Dampflokomotiven | Dampflokomotiven | Dampflokomotiven | Dampflokomotiven | Dampflokomotiven | Dampflokomotiven | Dampflokomotiven |
| Baureihe (klassisch) | Baureihe (klassisch) | Herkunft                            | Hersteller                                           | Ausgeliefert     | Stückzahl        | Stückzahl heute  | vmax (km/h)      | Leistung (kW)    | Ausrangiert      | Bemerkungen |
| Serie                | Betriebsnummern      | Herkunft                            | Hersteller                                           | Ausgeliefert     | Stückzahl        | Stückzahl heute  | vmax (km/h)      | Leistung (kW)    | Ausrangiert      | Bemerkungen |
| -------------------- | -------------------- | ----------------------------------- | ---------------------------------------------------- | ---------------- | ---------------- | ---------------- | ---------------- | ---------------- | ---------------- | --- |
| A 2/4                | 101–130              | JS 101–130                          | SLM                                                  | 1892–1896        | 30               | –                | 90               |                  | 1917–1926        | mit Zweizylinder-Verbundmschine |
| A 2/4                | 151–175              | NOB 101–125                         | SLM                                                  | 1898–1906        | 50               | –                | 90               |                  | 1917–1925        | mit Zweizylinder-Verbundmschine |
| A 2/4                | 176–200              | Nachbau SBB                         | SLM                                                  | 1898–1906        | 50               | –                | 90               |                  | 1917–1925        | mit Zweizylinder-Verbundmschine |
| A 2/4                | 401–415              | SCB 251–265                         | SLM                                                  | 1897–1903        | 20               | –                | 90               |                  | 1923             | mit Vierzylinder-Verbundmaschine |
| A 2/4                | 416–420              | Nachbau SBB                         | SLM                                                  | 1897–1903        | 20               | –                | 90               |                  | 1923             | mit Vierzylinder-Verbundmaschine |
| A 3/5                | 501–502              | Versuchslokomotive                  | SLM                                                  | 1907             | 2                | –                | 100              | 1100             | 1933             | mit Heissdampf-Drillingsmaschine |
| A 3/5                | 601–602              | Versuchslokomotive                  | SLM                                                  | 1907             | 2                | –                | 100              | 1100             | 1937             | mit Heissdampf-Vierzylinder-Verbundmaschine |
| A 3/5                | 603–649              |                                     | SLM                                                  | 1910–1915        | 47               | –                | 100              | 1100             | 1937–1946        | Serienlokomotiven mit Heissdampf-Vierzylinder-Verbundmaschine |
| A 3/5                | 651–652              | Versuchslokomotive mit Brotankessel | SLM                                                  | 1907             | 2                | –                | 100              | 1100             | 1923             | Nassdampf-Vierzylinder-Verbundmaschine, 1913 umnummeriert zu 810–811 |
| A 3/5                | 701–702              | JS 231–232                          | SLM                                                  | 1902–1909        | 109              | 1                | 100              | 809              | 1926–1964        | Nassdampf-Vierzylinder-Verbundmaschine, zwischen 1913 und 1923 68 Maschinen auf Heissdampf umgebaut |
| A 3/5                | 703–809              | Nachbau SBB                         | SLM                                                  | 1902–1909        | 109              | 1                | 100              | 809              | 1926–1964        | Nassdampf-Vierzylinder-Verbundmaschine, zwischen 1913 und 1923 68 Maschinen auf Heissdampf umgebaut |
| A 3/5                | 810–811              | Versuchslokomotive mit Brotankessel | SLM                                                  | 1907             | 2                | –                | 100              | 1100             | 1923             | Nassdampf-Vierzylinder-Verbundmaschine |
| A 3/5                | 901–930              | GB 201–230                          | SLM                                                  | 1894–1905        | 30               | –                | 90               |                  | 1923–1927        | |
| A 3/5                | 931–938              | GB 931–934 GB 935–938               | Maffei 2727–2730 SLM 1892–1895                       | 1908             | 8                | –                | 90               |                  | 1925             | |
| B 2/3                | 1071–1072            | VSB 45–46                           | VSB                                                  | 1876             | 2                | –                | 75               |                  | 1903             | Einachsiger Schlepptender nach Engerth |
| B 2/3                | 1074–1079            | JS 74–79                            | AKCM 1085–87, 1277, 78, 76                           | 1868, 1870       | 6                |                  |                  |                  | 1904–07          | |
| B 2/3                | 1080–1082            | JS 80–82                            | SACM 2481–83                                         | 1875             |                  |                  |                  |                  | 1903             | |
| B 2/3                | 1161–1190            | NOB 51–80                           | SLM                                                  |                  |                  |                  |                  |                  |                  | |
| B 3/4                | 1301–1369            |                                     | SLM                                                  | 1905–1916        | 69               | 1                | 75               | 730              | 1934–1964        | mit Heissdampf-Zwillingsmaschine |
| B 3/4                | 1421–1424            | JS 201–204                          | SLM                                                  |                  |                  |                  |                  |                  |                  | |
| B 3/4                | 1431–1452            | NOB 171–192                         | SLM                                                  |                  |                  |                  |                  |                  |                  | |
| B 3/4                | 1461–1467            | SCB 111–117                         | SCB 45–51                                            | 1887–89          | 7                | 0                |                  |                  | 1917             | verkauft an Deutsche Heeresbahn (in Nummerngruppe 1801–14) |
| B 3/4                | 1471–1485            | SCB 201–201 211–215                 | SACM 4420–29 SLM 1001–05                             | 1892 1896        | 15               | 0                |                  |                  | 1925             | |
| B 3/4                | 1486–1495            | SCB 216–225                         | SLM 1253–62                                          | 1900             | 10               | 0                |                  |                  | 1926–28          | |
| B 3/4                | 1561–1578            | JS 205–222                          | SLM                                                  |                  |                  |                  |                  |                  |                  | |
| B 3/4                | 1581–1595            | VSB 101–115                         | SLM                                                  |                  |                  |                  |                  |                  |                  | |
| B 3/4                | 1601–1675            | JS 301–375                          | SLM                                                  | 1896–1907        | 147              | –                | 75               | 662              | 1923–1945        | mit Dreizylinder-Verbundmaschine |
| B 3/4                | 1676–1747            | Nachbau SBB                         |                                                      | 1896–1907        | 147              | –                | 75               | 662              | 1923–1945        | mit Dreizylinder-Verbundmaschine |
| C 2/2                | 2151–2193            | NOB 207–249                         | Krauss/MFE                                           | 1872–76          | 43               | 0                |                  |                  | 1904–17          | |
| C 2/3                | 2219–2220            | GB 19–20                            | Karlsruhe 1068–69                                    | 1883             | 2                | 0                |                  |                  | 1911, 13         | |
| C 3/3                | 2401...2416          | JS 404...431                        | AKCM, SACM                                           |                  |                  |                  |                  |                  |                  | |
| C 3/3                | 2421–2448            | NOB 323–326 327–350                 | SLM 571–74 MFE 1263–68, 1445–52, 1502–07, 43–46      | 1889 1873–76     |                  |                  |                  |                  |                  | |
| C 3/3                | 2451–2470            | VSB 1–20                            | Escher-Wyss, MFE                                     | 1855–59          | 20               | 0                |                  |                  | 1903–31          | |
| C 3/3                | 2481–2487            | VSB 151–154 155–157                 | Chemnitz 1814–17 SLM 1070–72                         | 1892 1897        | 7                | 0                |                  |                  | 1915–24          | |
| C 4/5                | 2601–2619            |                                     | SLM                                                  | 1907–1912        | 19               | –                | 65               |                  | 1930–1935        | mit Heissdampf-Zwillingsmaschine |
| C 4/5                | 2701–2732            |                                     | SLM                                                  | 1904–1906        | 32               | –                | 65               | 772              | 1931–1963        | mit Vierzylinder-Verbundmaschine |
| C 4/5                | 2801–2808            | GB 2801–2808                        | Maffei 2576–83                                       | 1906             | 8                | 0                | 65               |                  | 1925             | Vierzylinder-Verbundmaschine, mit Clench-Dampftrockner, ab 1913–16 Heissdampf |
| C 5/6                | 2901–2902            |                                     | SLM                                                  | 1913             | 2                | –                | 65               |                  | 1933             | mit Heissdampf-Vierlingsmaschine |
| C 5/6                | 2951–2978            |                                     | SLM                                                  | 1913–1917        | 28               | 1                | 65               | 1074             | 1954–1968        | «Elefant», mit Heissdampf-Vierzylinder-Verbundmaschine |
| D 2/2                | 3094–3099            | NOB 355–360                         | Maffei                                               | 1864             | 6                | 0                | 55               |                  | 1905–1906        | |
| D 3/3                | 3351–3399            | JS 501…555                          | diverse                                              | 1858–1892        | 49               | –                | 50               |                  | 1897-1925        | |
| D 3/3                | 3401–3416            | NOB 361–376                         | SLM                                                  | 1891–95          | 16               | 0                |                  |                  | 1911–23          | verkauft an MAV/CSD/CFR |
| D 3/3                | 3421–3425            | JS 561–565                          | SLM                                                  | 1890             | 5                | 0                |                  |                  | 1916             | verkauft an MAV/CFR |
| D 3/3                | 3441...3446          | GB 41–46                            | Krauss 414–17, Karlsruhe 917–18                      | 1874–76          | 4                |                  |                  |                  | 1906–12          | Lok 43 und 44 vor Übernahme durch SBB ausrangiert |
| D 3/3                | 3451–3483            | GB 51–66 GB 67–83                   | MFE 1845–60 SLM 633–34, 653–55, 819–25, 930–34       | 1881–82 1890–95  | 33               | 0                |                  |                  | 1912–25          | einige verkauft an MAV/CFR |
| D 3/3                | 3601–3618            | NOB 377–394                         | SLM                                                  | 1897–1900        | 18               | 0                |                  |                  | 1925–27          | |
| D 3/3                | 3619–3624            |                                     | SLM                                                  | 1902             | 6                | 0                |                  |                  | 1927             | |
| D 3/3                | 3699                 | JS 502                              | Cail/SOS                                             | 1858/1888        | 1                | 0                |                  |                  | 1913             | Typ C n2v (einzige Verbundmaschine aus JS-Serie 501–565) |
| D 4/4                | 4001–4005            | GB 141–145                          | SLM 1391–95                                          | 1901             | 5                | –                | 45               |                  | 1926–1928        | |
| D 4/4                | 4101–4136            | GB 101–131 132–136                  | Maffei 1262–76, 1301–08, 1410–13, 1543–46 SLM 939–43 | 1882–1890 1895   | 36               | –                | 45               |                  | 1912–1923        | einige verkauft an CEH/MAV |
| D 2×2/2              | 4601–4612            | SCB 169–180                         | SLM                                                  | 1897–1900        | 12               | –                | 55               |                  | 1923–1926        | Bauart Mallet |
| Ea 2/4               | 5031–5033            | GB 31–33                            | Maffei 1548–50                                       | 1872             | 3                | 0                |                  |                  | 1923             | |
| Eb 2/4               | 5425–5430            | GB 25–30                            | Krauss 1007–1012                                     | 1882             | 6                | 0                |                  |                  | 1915–27          | Zwei oder drei Loks verkauft an SV, dort Nr. 380ff |
| Eb 2/4               | 5434–5435            | SCB 18–19                           | MFE 1179–90                                          | 1872             | 2                | 0                | 75               |                  | 1903–1904        | Zwei Lokomotiven aus der letzten Lieferung wurden übernommen. |
| Eb 2/4               | 5441–5442            | JS 13–14                            | SLM                                                  | 1876             | 2                | 0                | 70               |                  | 1903–1904        | |
| Eb 2/4               | 5451–5476            | JS 17–42                            | MFE, SLM                                             | 1880–1892        | 26               | 1                | 75               |                  | 1911–1947        | |
| Eb 2/4               | 5481–5495            | SCB 146-160                         | SACM, SLM                                            | 1893–1896        | 15               |                  | 75               |                  | 1915–1938        | |
| Eb 2/4               | 5595–5599            | SCB 141–145                         | SLM                                                  | 1891             | 5                |                  | 75               |                  | 1923–1924        | |
| Eb 2/5               | 5680–5699            |                                     | MFE                                                  | 1857–58          | 20               | 0                |                  |                  | 1902–1925        | System Engerth |
| Eb 3/5               | 5801–5834            |                                     | SLM                                                  | 1911–1916        | 34               | 2                | 75               |                  | 1950–1965        | «Habersack» |
| Eb 3/5               | 5881–5889            | BT 1–9                              | Maffei 3121–29                                       | 1910             | 9                | 2                | 75               |                  | 1959–1965        | 1932 durch SBB angekauft nach Elektrifikation der BT |
| Ec 3/4               | 6501–6512            | JS 601–612                          | SLM 1294–1305                                        | 1900             | 12               | –                | 65               |                  | 1934–1955        | 8 Lokomotiven verkauft an NS 5601–5608 |
| Ec 3/4               | 6513–6529            |                                     | SLM 1615–18, 1736–40, 1874–75, 1980–82, 2068–70      | 1904–1910        | 17               | –                | 65               |                  | 1922–1959        | 15 Stück Umbau zu Ec 3/5 Nrn. 6601–6615 |
| Ec 3/4               | 6551–6558            | JN 146–153                          | SLM 441–44, 1053–55, 1223                            | 1886, 97, 99     | 8                | 0                | 65               |                  | 1935–1938        | |
| Ec 3/4               | 6581–6592            | GB 181–192                          | MFE 1865–72 SLM 332–335                              |                  |                  |                  |                  |                  |                  | |
| Ec 2/5               | 6995–6999            | SCB 1–38                            | MFE 255–410                                          | 1854–1858        | 5                | 1                | 60               | 296              | 1905–1906        | System Engerth |
| Ed 2×2/2             | 7681–7696            | SCB 181–196                         | Maffei                                               | 1891–1893        | 16               | 1                | 55               | 515              | 1910–1938        | Bauart Mallet |
| Ed 4/5               | 7701–7702            | JN 154–155                          | SLM 1539–1540                                        | 1903             | 2                | 0                | 55               |                  | 1923             | 7701 verkauft MThB Nummer 7, 1942 nach Deutschland |
| E 3/3                | 8384                 | TTB 1                               | SLM                                                  | 1875             | 1                | 0                | 45               |                  | 1938             | die Tösstalbahn wurde erst 1918 verstaatlicht |
| E 3/3                | 8395–8397            | VSB E3 1–3                          | Krauss                                               | 1870             | 3                | 0                | 45               |                  | 1909–1912        | |
| E 3/3                | 8398, 8399           | SCB 1–2                             | SCB                                                  | 1876             | 2                | 0                | 40               |                  | 1903–1904        | |
| E 3/3                | 8401–8425            | SCB F3 5–13, 41–46, 71–80           | SLM                                                  | 1896–1901        | 25               | 1                | 45               |                  | 1936–1945        | «Tigerli»; 5 Lokomotiven wurden 1945 an die Niederländischen Eisenbahnen verkauft; Nr. 8410 blieb erhalten und ist in Aufarbeitung |
| E 3/3                | 8431–8440            | JS F3 857–866                       | SLM 1396–1405                                        | 1901             | 10               | 0                | 45 od. 50        |                  | 1941–1947        | «Tigerli»; 8431 und 8436 ab 1924 V max. 50 km/h; 8431–8433, 8436, 8440 am 22. August 1947 an Norges Statsbaner, dort NSB Type 25e 485–489, zwischen 1961 und 1965 ausgemustert, 8438–39 1945 an NS 7851–52, 1948 ausrangiert, 8435 1947 an Gaswerk Zürich Nr. 2, 8437 1947 nach Italien verkauft |
| E 3/3                | 8451–8533            |                                     | SLM                                                  | 1902–1915        | 83               | 21               | 45 od. 50        |                  | 1946–1966        | «Tigerli»; 8521 und 8522 1941/42 bis 1951 mit Stromabnehmer auf dem Führerstand und elektrischem Dampferzeuger ausgerüstet, 8522 erhalten bei Sursee-Triengen-Bahn |
| E 3/3                | 8561                 | GB 13                               | SLM                                                  | 1875             | 1                | 0                | 40               |                  | 1913             | die Gotthardbahn wurde erst 1909 verstaatlicht |
| E 3/3                | 8551–8559            | NOB F3 453–461                      | SLM                                                  | 1894–1896        | 9                | 2                | 40               |                  | 1930–1938        | Nr. 8551 und 8554 blieben erhalten und sind in Aufarbeitung |
| E 3/3                | 8571–8576            | JS F3 851–856                       | SLM                                                  | 1875, 1890       | 6                | 2                | 40 od. 45        |                  | 1911–1916        | Nr. 8573 blieb betriebsfähig erhalten, Nr. 8575 ist abgestellt |
| E 3/3                | 8581–8589            | SCB F3 81–90                        | SLM                                                  | 1873–1874        | 9                | 0                | 40               |                  | 1906–1917        | |
| E 3/3                | 8651                 | KLB 1                               | Maffei 2983                                          | 1909             | 1                | 1                | 35               |                  |                  | betriebsfähig erhalten bei der OeBB |
| E 3/3                | 8652                 | KLB 2                               | SLM                                                  | 1897             | 1                | 0                | 45               |                  | 1933             | |
| E 3/3                | 8661, 8662           | NOB 451, 452                        | Esslingen 1519–1521                                  | 1876             | 2                | 0                | 35               |                  | 1935, 1938       | |
| Ed 3/5               | 8799                 | JN 144–145                          | ME 1303–04                                           | 1873             | 2                | 0                | 40               |                  | 1914             | System Engerth, Lok 145 1912 ausrangiert, gleiche Bauart JN 141–143, SCB Olten Fabrik-Nr. 1, 2 und 4, ausrangiert 1898–1905. |
| E 4/4                | 8801–8802            |                                     | SLM                                                  | 1914             | 2                | –                | 60               |                  | 1964–1965        | mit Nassdampf-Zwillingsmaschine, 1935/1937 Umbau auf Heissdampf |
| E 4/4                | 8851–8856            |                                     | SLM                                                  | 1914–1915        | 6                | –                | 60               |                  | 1961–1965        | mit Heissdampf-Zwillingsmaschine |
| E 4/4                | 8901–8917            |                                     | SLM                                                  | (1930–1933)      | 17               | –                | 45               |                  | 1957–1968        | Umbau aus C 4/5 2601–2610, 2613–2619 |
| G 3/3                | 101–110              | JS 901–910                          | SLM                                                  | 1887–1901        | 10               | 1                | 45               |                  | 1911–1942        | Brünigbahn, Meterspur, 1903 mit der JS übernommen |
| G 3/4                | 201–208              |                                     | SLM 1674–75, 2222–24, 2401–03                        | 1905, 1912, 1913 | 8                | 1                | 55               | 243              | 1943–1965        | Brünigbahn, Meterspur, 1925–27 auf Heissdampf umgebaut (208 von neu) |
| G 3/4                | 215–218              | RhB 15–16, 9–10                     | SLM 1910–11, 1369–70                                 | 1908, 1901       | 4                | 0                | 55               | 226              | 1943–1965        | Brünigbahn, Meterspur, 1924/26 gekauft, bei SBB 1926/27 auf Heissdampf umgebaut |
| HG 2/2               | 1001–1013            | JS 951–963                          | SLM                                                  | 1887–1901        | 13               | 0                |                  |                  | 1908–1912        | Brünigbahn, Meterspur, 1903 mit der JS übernommen |
| HG 3/3               | 1051–1068            |                                     | SLM                                                  | 1905–1926        | 18               | 2                | 45/16            | 294              | 1941–1965        | Brünigbahn, Meterspur |

## Dampftriebwagen
| Dampftriebwagen      | Dampftriebwagen      | Dampftriebwagen | Dampftriebwagen | Dampftriebwagen | Dampftriebwagen | Dampftriebwagen | Dampftriebwagen | Dampftriebwagen | Dampftriebwagen | Dampftriebwagen                                                 |
| Baureihe (klassisch) | Baureihe (klassisch) | Herkunft        | Hersteller      | Ausgeliefert    | Stückzahl       | Stückzahl heute | vmax (km/h)     | Leistung (kW)   | Ausrangiert     | Bemerkungen                                                     |
| Serie                | Betriebsnummern      | Herkunft        | Hersteller      | Ausgeliefert    | Stückzahl       | Stückzahl heute | vmax (km/h)     | Leistung (kW)   | Ausrangiert     | Bemerkungen                                                     |
| -------------------- | -------------------- | --------------- | --------------- | --------------- | --------------- | --------------- | --------------- | --------------- | --------------- | --------------------------------------------------------------- |
| CZm 1/2              | 1                    | NOB 1           | Esslingen       | 1902            | 1               | 1               | 45              | 74              |                 | 1907 an UeBB verkauft (Nr. 31); heute Eigentum von SBB-Historic |

## Elektrolokomotiven
| Elektrolokomotiven   | Elektrolokomotiven   | Elektrolokomotiven      | Elektrolokomotiven                          | Elektrolokomotiven | Elektrolokomotiven | Elektrolokomotiven | Elektrolokomotiven | Elektrolokomotiven | Elektrolokomotiven | Elektrolokomotiven |
| Baureihe (klassisch) | Baureihe (klassisch) | Baureihe (UIC bzw. TSI) | Baureihe (UIC bzw. TSI)                     | Ausgeliefert       | Stückzahl          | Stückzahl heute    | vmax (km/h)        | Leistung (kW)      | Ausrangiert        | Bemerkungen |
| Serie                | Betriebsnummern      | Serie                   | Betriebsnummern                             | Ausgeliefert       | Stückzahl          | Stückzahl heute    | vmax (km/h)        | Leistung (kW)      | Ausrangiert        | Bemerkungen |
| -------------------- | -------------------- | ----------------------- | ------------------------------------------- | ------------------ | ------------------ | ------------------ | ------------------ | ------------------ | ------------------ | --- |
| Fb 3/5               | 364–365              |                         |                                             | 1906               | 2                  | –                  | 75/80              | 780                | 1930               | Drehstromlokomotive für Brig–Iselle *Bezeichnung 1920–1921: Be 3/5; anschl. Ae 3/5 |
| Fb 4/4               | 366–369              |                         |                                             | 1907–1919          | 4                  | –                  | 75/80              | 1250               | 1930               | Drehstromlokomotive für Brig–Iselle Bezeichnung 1920–1921: Be 4/4, anschl. Ae 4/4 |
| Fb 4/6               | 371                  |                         |                                             | 1913               | 1                  | –                  | 75/60              | 2000               | 1930               | Drehstromlokomotive für Brig–Iselle Bezeichnung ab 1920: Ce 4/6 |
| Ae 3/5               | 10201–10226          | Ae 301                  | 301 217-6                                   | 1922–1925          | 26                 | 1*                 | 90                 | 1320               | 1967–1983          | «Kleine Sécheron»; 10218–10226 1963/66 Umbau für Auto-Pendelzüge; *10217 historische Lokomotive |
| Ae 3/6I              | 10601–10714          | Ae 301                  | 301 693-8 (VMik)                            | 1921–1929          | 114                | 2*                 | 100/110            | 1450/1560          | 1970–1994          | Langlebigste Schweizer E-Lokbauart; *10664 und 10700 historische Lokomotiven |
| Ae 3/6II             | 10401–10460          |                         |                                             | 1924–1926          | 60                 | 1*                 | 100                | 1470               | 1965–1977          | *10439 historische Lokomotive |
| Ae 3/6III            | 10261–10271          |                         |                                             | 1925–1926          | 11                 | 1*                 | 90                 | 1320               | 1968–1980          | «Mittlere Sécheron»; *10264 historische Lokomotive |
| Ae 4/6               | 10801–10812          |                         |                                             | 1941–1945          | 12                 | –                  | 125                | 4100               | 1965–1983          | |
| Ae 4/6III            | 10851                |                         |                                             | (1961)             | 1                  | –                  | 110                | 1700               | 1978               | Dreisystemlok für 15 kV/16⅔ Hz und 25 kV/25 Hz sowie 1500 V =; Umbau aus Am 4/6 1101 |
| Ae 4/7               | 10901–11027          | Ae 401                  | 401 987-3 (SWTR) 401 026-0 (VMik)           | 1927–1934          | 127                | 2*                 | 100                | 2300               | 1975–1996          | *10905 und 10976 historische Lokomotiven |
| Ae 4/8               | 11300                |                         |                                             | 1922               | 1                  | –                  | 90                 | 1900               | 1964               | Probelok «Bastard»; mehrteilige Lok mit Buchli- und Tschanz-Antrieb |
| Ae 6/6               | 11401–11520          | Ae 610                  | 610 407-1 (VMik) 610 421-0 (VEhE) 610 425-1 | 1952–1966          | 120                | 5*                 | 125                | 4300               | 2003–2014          | *11402, 11407, 11411, 11421 und 11425 historische Lokomotiven |
| Ae 8/14              | 11801                | Ae 801                  | 801 801-2                                   | 1931               | 1                  | 1*                 | 100                | 5408               |                    | mit Buchli-Antrieb; *historische Lokomotive |
| Ae 8/14              | 11851                |                         |                                             | 1932               | 1                  | –                  | 100                | 6070               | 1977               | mit SLM-Universalantrieb; 1961 modernisiert |
| Ae 8/14              | 11852                |                         |                                             | 1940               | 1                  | –                  | 110                | 8170               | 1972               | «Landi-Lok», seit 1982 im VHS |
| Fb 2/5               | 11001                |                         |                                             | 1910               | 1                  | –                  | 75                 | 736                | 1937               | Probelok; ex Midi E 3301, 1917 angekauft, 1918 Umbau auf Buchli- und Tschanz-Antrieb Bezeichnung ab 1920: Be 2/5 |
| Fb 3/5               | 12201                |                         |                                             | 1919               | 1                  | –                  | 75                 | 1177               | 1963               | Gotthard-Probelok «Langsame Berta» Bezeichnung ab 1920: Be 3/5 |
| Be 4/4               | 12001                |                         |                                             | (1972)             | 1                  | –                  | 75                 | 950                | 1981               | Umrichterlok; Umbau aus De 4/4 1685 |
| Fb 2x2/3             | 12301                |                         |                                             | 1919               | 1                  | –                  | 75                 | 1705               | 1963               | Gotthard-Probelok «Doryphore» (Kartoffelkäfer) Bezeichnung ab 1920: Be 4/6 |
| Fb 2x2/3             | 12302                |                         |                                             | 1919               | 1                  | –                  | 75                 | 1413               | 1965               | Gotthard-Probelok Bezeichnung ab 1920: Be 4/6 |
| Be 4/6               | 12303–12342          |                         |                                             | 1920–1923          | 40                 | 2*                 | 75                 | 1295/1500          | 1965–1976          | «Rehbock»; Weiterentwicklung der Be 4/6 12302; *12320 und 12332 historische Lokomotiven |
| Be 4/7               | 12501–12506          |                         |                                             | 1922               | 6                  | 1*                 | 80                 | 1770               | 1966–1976          | «Grosse Sécheron»; *12504 historische Lokomotive |
| Fc 2x2/2             | 13501–13502          |                         |                                             | 1904–1905          | 2                  | –                  | 60                 | 257                | 1968               | Probeloks «Eva» und «Marianne»; ex MFO, 1919 angekauft, Bezeichnung ab 1920: Ce 4/4, 1940 an BT bzw. STB verkauft, heute VHS                                                                                           |
| Fc 2x3/3             | 14101                |                         |                                             | 1912               | 1                  | –                  | 60                 | 1104               | 1937               | Probelok «Röthenbachsäge»; ex SSW, 1919 angekauft. Bezeichnung ab 1920: Ce 6/6 |
| Ce 6/8I              | 14201                |                         |                                             | 1920               | 1                  | –                  | 65                 | 1750               | 1982               | Gotthard-Probelok «Schlotterbeck» |
| Ce 6/8II             | 14251–14285          |                         |                                             | 1921–1922          | 33                 | –                  | 65                 | 1650               | 1965–1983          | «Krokodil»; 14251…14265 1942/47 in Be 6/8II 13251…13265 umgebaut, 14260 und 14262 1948/49 in 14284–14285 umnummeriert                                                                                                  |
| Ce 6/8III            | 14301–14318          | Be 601 Ce 601           | 601 302-3 (SOB) 601 305-6                   | 1926–1927          | 18                 | 2*                 | 65 ab 1956: 75     | 1800               | 1967–1977          | «Krokodil»; *13302, 13305 unter alter Nummer 14305 historische Lokomotiven Bezeichnung ab 1956: Be 6/8III 13301–13318                                                                                                  |
| De 6/6               | 15301–15303          | De 611                  | 611 301-3 (OeBB)                            | 1926               | 3                  | –                  | 50                 | 850                | 1983               | «Seetal-Krokodil» |
| Re 4/4I              | 10001–10050          | Re 410                  | 410 034-3 (TEECL)                           | 1946–1951          | 50                 | 0                  | 125                | 1850               | 1997               | 10001 und 10044 historische Lokomotiven Einige an Classic Rail verkauft |
| Re 4/4II             | 11101–11349          | Re 420                  | 101–349                                     | 1964–1983          | 249+1              | 152                | 140                | 4700               | ab 2007            | 12 Stück an BLS verkauft |
| Re 4/4II             | 11371–11397          | Re 421                  | 371–397                                     | 1984–1985          | 27                 | 8                  | 140                | 4700               | ab 2017            | 421 371 + 383 UTL; 421 373 + 381 WRS; 421 374 SRT; 421 379 DDF; 421 387 + 393 IRSI |
| Re 4/4III            | 11350–11370          | Re 430                  | 350–370                                     | 1968, 1971         | 1+20               | 1                  | 125                | 4700               | ab 2013            | 11350–11353 waren zeitweise bei SOB 11350 wurde im Dezember 2021 an die OeBB verkauft |
| Re 4/4IV             | 10101–10104          | Re 440                  |                                             | 1982               | 4                  | 0                  | 160                | 4960               | 1995–1996          | An SOB (SOB Re 446), getauscht gegen 11350–11353 |
| Re 4/4V              | 10501 ff.            | Re 450                  | 000–114                                     | 1989–1997          | 115                | 113                | 130                | 3200               |                    | Triebkopf Doppelstockpendelzug (DPZ) der S-Bahn Zürich, 450 067 und 070 im 2008 an SZU |
| Re 4/4VI             | 10701 ff.            | Re 460                  | 000–118                                     | 1991–1996          | 119                | 119                | 200                | 6100               |                    | «Lok 2000» |
|                      |                      | Re 465                  | 009–018                                     | 1994–1997          | 10                 | 10                 | 200                | 7000               |                    | «Lok 2000» verkauft an BLS |
|                      |                      | Re 474                  | 001–018                                     | 2004–2005          | 12                 | 12                 | 140                | 6400               |                    | Siemens ES64F4 Zweistromlok DC/AC |
|                      |                      | Re 481                  | 001–006                                     | 2000               | 6                  | 0                  | 140                | 5600               | 2005               | ex MThB; an MRCE verkauft |
|                      |                      | Re 482                  | 000–034                                     | 2002–2003          | 35                 | 33                 | 140                | 5600               |                    | Bombardier Traxx F140 AC 033 und 034 im 2022 Verkauf an PRESS (Preßnitztalbahn) |
|                      |                      | Re 482                  | 035–049                                     | 2006               | 15                 | 1                  | 140                | 5600               |                    | Bombardier Traxx F140 AC2 036–045 im 2021 und 2022 Verkauf an Nordic Re-Finance 046 und 047 im 2020 Verkauf an IRSI (International Rolling Stock Investment) 048 und 049 im 2018 Verkauf an HRS (Hamburg Rail Service) |
|                      |                      | Re 484                  | 001–021                                     | 2004–2006          | 21                 | 21                 | 140                | 5600               |                    | Bombardier Traxx F140 MS2 |
| Re 6/6               | 11601–11689          | Re 620                  | 001–089                                     | 1972–1980          | 89                 | 76                 | 140                | 7900               | ab 1990            | 11603 und 11604 im Juli 2018 verkauft an Railadventure |
| HGe 4/4I             | 1991–1992            | HGe 100                 | 000–001                                     | 1954               | 2                  | 0                  | 50/33              |                    |                    | Brünig |
| HGe 4/4II            | 1951–1952            |                         |                                             | 1986               | 2                  | 0                  | 100/40             |                    | 1990 an FO         | Brünig |
| HGe 4/4II            | 1961–1968            | HGe 101                 | 961–968                                     | 1989–1990          | 8                  | 8                  | 100/40             |                    |                    | Brünig |

## Elektrotriebzüge
| Elektrotriebzüge     | Elektrotriebzüge                | Elektrotriebzüge        | Elektrotriebzüge        | Elektrotriebzüge              | Elektrotriebzüge                                 | Elektrotriebzüge                                 | Elektrotriebzüge | Elektrotriebzüge | Elektrotriebzüge | Elektrotriebzüge                                                                                              |
| Baureihe (klassisch) | Baureihe (klassisch)            | Baureihe (UIC bzw. TSI) | Baureihe (UIC bzw. TSI) | Ausgeliefert                  | Stückzahl                                        | Stückzahl heute                                  | vmax (km/h)      | Leistung (kW)    | Ausrangiert      | Bemerkungen                                                                                                   |
| Serie                | Betriebsnummern                 | Serie                   | Betriebsnummern         | Ausgeliefert                  | Stückzahl                                        | Stückzahl heute                                  | vmax (km/h)      | Leistung (kW)    | Ausrangiert      | Bemerkungen                                                                                                   |
| -------------------- | ------------------------------- | ----------------------- | ----------------------- | ----------------------------- | ------------------------------------------------ | ------------------------------------------------ | ---------------- | ---------------- | ---------------- | --- |
| Bem 4/6              | 1350–1354                       | Bem 550                 | 000–004                 | 1994                          | 5                                                | 0                                                |                  |                  | 2014             | Gleichstromfahrzeug 1500 V                                                                                    |
| RABFe 4/8            | 1031                            |                         |                         | (1941)                        | 1                                                | 0                                                | 125              | 840              | 1962             | Aufbau aus brandgeschädigtem Re 8/12 501                                                                      |
| Re 8/12              | 501                             |                         |                         | 1938                          | 1                                                | 0                                                | 150              | 1’680            | 1939             | Nach Brand Wiederaufbau als RABFe 4/8 1031 Weiterverwendung später für SBB RABDe 8/16                         |
| RABFe 8/12           | 1041                            |                         |                         | 1937                          | 1                                                | 0                                                | 150              | 1680             | 1961             | Nach Brand Weiterverwendung für RABDe 8/16                                                                    |
| RABDe 8/16           | 1041                            |                         |                         | (1964)                        | 1                                                | 0                                                | 150              | 1680             | 1968             | Kombination von RABFe 4/8 1031 und RABFe 8/12 1041                                                            |
| RABDe 8/16           | 2001–2004                       | RABDe 511               |                         | 1976                          | 4                                                | 0                                                | 125              | 2250             | 1997             | «Chiquita» |
| RABDe 12/12          | 1101–1120                       | RABDe 510               | 000–017                 | 1965–1967                     | 20                                               | 0                                                | 125              | 2444             | 2008             | «Mirage», «Goldküstenexpress»                                                                                 |
|                      |                                 | RABDe 500               | 000–043                 | 1999–2005                     | 44                                               | 44                                               | 200              | 5200             |                  | InterCity-Neigezug (ICN)                                                                                      |
|                      |                                 | RABe 501                | 001–029 030–041         | 2019–2021 2026                | 29 (12)                                          | 29 7                                             | 250              | 6000             |                  | Giruno, Dreisystemfahrzeug: 15 kV 16,7 Hz 25 kV 50 Hz 3000 V DC                                               |
|                      |                                 | RABDe 502               | 001–023                 | 2018–2022                     | 23                                               | 23                                               | 200              | 7500             |                  | Twindexx IC 200                                                                                               |
|                      |                                 | RABe 502                | 201–230                 | 2017–2022                     | 30                                               | 30                                               | 200              | 7500             |                  | Twindexx IR 200                                                                                               |
|                      |                                 | RABe 502                | 401–409                 | 2017–2022                     | 9                                                | 9                                                | 200              | 3750             |                  | Twindexx IR 100                                                                                               |
| ETR 470              | 470 002, 003, 005, 009          | -                       | -                       | 1994–1997                     | 4                                                | 1                                                | 200              | 5880             | ab 2014          | Zweisystemfahrzeug: 3000 V DC 15 kV 16,7 Hz                                                                   |
| ETR 610              | 610 005–007, 009, 010, 013, 014 | RABe 503                | 001–007                 | 2009                          | 7                                                | 7                                                | 250              | 5500             |                  | Dreisystemfahrzeug: 3000 V DC 15 kV 16,7 Hz 25 kV 50 Hz                                                       |
| ETR 610              |                                 | RABe 503                | 011–022                 | 2014–2017                     | 12                                               | 12                                               | 250              | 5500             |                  | Dreisystemfahrzeug: 3000 V DC 15 kV 16,7 Hz 25 kV 50 Hz                                                       |
|                      |                                 | RABe 511                | 001–069 101–124         | ab 2010                       | 69 (Sechsteilig) 24 (Vierteilig)                 | 69 (Sechsteilig) 24 (Vierteilig)                 | 160              | 4000             |                  | Stadler KISS, RV-Dosto                                                                                        |
|                      |                                 | RABe 512                | 001–060                 | ab 2022                       | (60)                                             | 42                                               | 160              | 4000             |                  | Stadler KISS, IR-Dosto                                                                                        |
|                      |                                 | RABe 514                | 001–061                 | 2006–2009                     | 61                                               | 61                                               | 140              | 3200             |                  | Siemens Desiro Double Deck, S-Bahn Zürich Doppelstocktriebzug (DTZ)                                           |
|                      |                                 | RABe 520                | 000–016                 | 2002                          | 17                                               | 17                                               | 115              | 760              |                  | GTW 2/8 Seetal (2,65 m breit, Antriebsmodul 2,70 m)                                                           |
|                      |                                 | RABe 526                | 260–265 280–286         | 2003/09–10 2004               | 13                                               | 13                                               | 140              | 1100             |                  | GTW 2/8 2013 ex BLS ex RM, 260–265 ursprünglich GTW 2/6, 2018 Verkauf an Thurbo, vermietet an SBB             |
|                      |                                 | RABe 521                | 001–030                 | 2004–2006                     | 30                                               | 30                                               | 160              | 2000             |                  | Stadler FLIRT, Zweisystemfahrzeug: D/CH                                                                       |
|                      |                                 | RABe 522                | 001–012 201–232         | 2008–2009 2011–2019           | 12 32                                            | 0 32                                             | 160              | 2000             | 2009-2010        | Stadler FLIRT, Zweisystemfahrzeug: CH/F, umgebaut zu RABe 523 032–043 Stadler FLIRT, Zweisystemfahrzeug: CH/F |
|                      |                                 | RABe 523                | 001–073 101–114 501–511 | 2004–2017 2020–2021 2022      | 73 14 11                                         | 73 14 11                                         | 160              | 2000             |                  | Stadler FLIRT, Einsystemfahrzeug: CH                                                                          |
|                      |                                 | RABe 524                | 001–019 101–117 301–305 | 2007–2008 2011–2014 2020–2021 | 19 (Vierteilig) 17 (Sechsteilig) 5 (Sechsteilig) | 19 (Vierteilig) 17 (Sechsteilig) 5 (Sechsteilig) | 160              | 2000             |                  | Stadler FLIRT, Zweisystemfahrzeug CH/I                                                                        |
| RAe 4/8              | 1021                            | RAe 591                 | 021                     | 1939                          | 1                                                | 1*                                               | 150              | 835              | 1978             | «Churchill-Pfeil»; *historischer Triebzug (94 85 0591 021-6), ex Reisebüro Mittelthurgau, ex SBB              |
| RAe TEEII            | 1051–1055                       | RABe 591                | 053                     | 1961–1966                     | 5                                                | 1*                                               | 160              | 2310             | 1995–2000        | 1988–89 umgebaut in RABe EC; *historischer Triebzug in ursprünglicher Farbgebung (94 85 0591 053-9)           |
| TGV PSE              | 112, 114                        |                         |                         |                               | 2                                                | 0                                                | 300              | 6450             | 2013             | Leistung: 6450 kW (25 kV), 4400 kW (1,5 kV)                                                                   |
| TGV POS              | 4406                            |                         |                         |                               | 1                                                | 1                                                | 320              | 9200             |                  | Leistung 15 kV: 6880 kW                                                                                       |

## Elektrotriebwagen
| Elektrotriebwagen    | Elektrotriebwagen                                                | Elektrotriebwagen       | Elektrotriebwagen       | Elektrotriebwagen | Elektrotriebwagen | Elektrotriebwagen | Elektrotriebwagen | Elektrotriebwagen | Elektrotriebwagen | Elektrotriebwagen                                                                                             |
| Baureihe (klassisch) | Baureihe (klassisch)                                             | Baureihe (UIC bzw. TSI) | Baureihe (UIC bzw. TSI) | Ausgeliefert      | Stückzahl         | Stückzahl heute   | vmax (km/h)       | Leistung (kW)     | Ausrangiert       | Bemerkungen                                                                                                   |
| Serie                | Betriebsnummern                                                  | Serie                   | Betriebsnummern         | Ausgeliefert      | Stückzahl         | Stückzahl heute   | vmax (km/h)       | Leistung (kW)     | Ausrangiert       | Bemerkungen                                                                                                   |
| -------------------- | ---------------------------------------------------------------- | ----------------------- | ----------------------- | ----------------- | ----------------- | ----------------- | ----------------- | ----------------- | ----------------- | --- |
| RFe 4/4              | 601 – 603                                                        |                         |                         | 1940              | 3                 | 1*                | 125               | 986               |                   | Gepäcktriebwagen; 1944 Verkauf an SOB und BT; *601 im 2022 an Privatperson und im Bahnpark Brugg abgestellt   |
| BDe 4/4              | 1621–1651 ex 841–871                                             | BDe 570                 |                         | 1953–1955         | 31                | 0                 |                   |                   | 1994–1997         | |
| BDe 4/4II            | 1301–1302 ex 881–882                                             | BDe 571                 |                         | 1956–1957         | 2                 | 0                 | 110               | 1090              | 1995              | Gleichstromfahrzeug                                                                                           |
| Ce 4/6               | 1601–1619 ex 751–769                                             |                         |                         | 1923–1927         | 19                | 0                 |                   |                   | 1991–1994         | |
| Ce 4/4               | –– ex 721–722, ex 9701–9702                                      |                         |                         | 1924              | 2                 | 0                 | 90                | 512               | 1956–1957         | 722 1953 umgebaut zu Ce 2/4 711, 1956/57 an VHB verkauft, dort Be 2/4 181 und Be 4/4 182, ausrangiert 1966/70 |
| De 4/4               | 1661–1684 ex 801–824                                             |                         |                         | 1927–1928         | 24                | 1                 | 85                | 806               | 1987              | Umgebaut aus Fe 4/4 18501–18524                                                                               |
| RAe 2/4 bzw. RBe 2/4 | 1001–1002 (RAe 2/4), 1003–1007 (RBe 2/4), ex 601–607, ex 201–207 | 591                     |                         | 1935–1938         | 7                 | 1*                | 125               | 404               |                   | «Roter Pfeil»; 2 Fahrzeuge um 2,6 m verlängert und umgebaut in 1. Klasse; *1001 historisches Fahrzeug         |
| Ce 2/4               | 1010 ex 701                                                      |                         |                         | 1938              | 1                 | 0                 | 110               | 450               | 1978              | «Jurapfeil»                                                                                                   |
| RBe 4/4              | 1401–1482                                                        | RBe 540                 | 000–079                 | 1959–1966         | 82                | 0                 | 125               | 1988              | 2003–2014         | 1405 + 540 074 bei DSF, 540 020, 052 + 069 bei SBB Historic                                                   |
| RBDe 4/4             | 2100–2103                                                        | RBDe 560                | 000–003                 | 1984              | 4                 | 0                 | 140               | 1650              | 2007–2008         | NPZ, Prototypen; verkauft an MBS, OeBB, CJ                                                                    |
| RBDe 4/4             | 2104–2183                                                        | RBDe 560                | 004–083                 | 1987–1990         | 80                | 0                 | 140               | 1650              | 2008–2012         | NPZ 1. Serie, Umbau zu RBDe 560 201–267 und 401–413                                                           |
| RBDe 4/4             |                                                                  | RBDe 560, 561           | 100–135                 | 1994–1996         | 36                | 0                 | 140               | 1650              | 2012–2013         | NPZ 2. Serie, Umbau zu RBDe 560 268–303                                                                       |
| RBDe 4/4             |                                                                  | RBDe 560                | 201–303 401–416         | 2009-2013         | 103 16            | 99 16             | 140               | 1650              | ab 2014           | 276, 274 und 294 umgezeichnet zu 414–416                                                                      |
| RBDe 4/4             |                                                                  | RBDe 562                | 000–005                 | 1996              | 6                 | 0                 | 140               | 1650              | 2020              | NPZ, Serie 2, Umbau 1997 Zweisystem (15 kV/16⅔ Hz und 25 kV/50 Hz)                                            |
| De 4/4II             |                                                                  | De 110                  | 000–005                 | (1992–1993)       |                   |                   |                   |                   |                   | Brünig, Umbau aus Deh 4/6                                                                                     |
| Deh 4/6              | 901–916                                                          | Deh 120                 | 006–012                 | 1941–1942         | 16                | 2                 | 75/33             |                   | lau               | Brünig |

## Diesellokomotiven
| Diesellokomotiven    | Diesellokomotiven    | Diesellokomotiven       | Diesellokomotiven       | Diesellokomotiven   | Diesellokomotiven | Diesellokomotiven | Diesellokomotiven | Diesellokomotiven | Diesellokomotiven | Diesellokomotiven                                                                                             |
| Baureihe (klassisch) | Baureihe (klassisch) | Baureihe (UIC bzw. TSI) | Baureihe (UIC bzw. TSI) | Ausgeliefert        | Stückzahl         | Stückzahl heute   | vmax (km/h)       | Leistung (kW)     | Ausrangiert       | Bemerkungen                                                                                                   |
| Serie                | Betriebsnummern      | Serie                   | Betriebsnummern         | Ausgeliefert        | Stückzahl         | Stückzahl heute   | vmax (km/h)       | Leistung (kW)     | Ausrangiert       | Bemerkungen                                                                                                   |
| -------------------- | -------------------- | ----------------------- | ----------------------- | ------------------- | ----------------- | ----------------- | ----------------- | ----------------- | ----------------- | --- |
| Am 4/4               | 1001–1002            |                         |                         | 1939                | 2                 | –                 | 110               | 809               | 1963–1964         | Umbau in Bm 4/4II                                                                                             |
| Bm 4/4II             | 18451–18452          |                         |                         | (1963–1964)         | 2                 | 1*                | 75                | 809               | 1990              | Umbau aus Am 4/4; *18451 historische Lokomotive                                                               |
| Am 4/6               | 1101                 |                         |                         | 1941                | 1                 | –                 | 110               | 1618              | 1958              | Gasturbinenlok; Umbau in Dreisystemlok Ae 4/6III                                                              |
| Bm 6/6               | 18501–18514          | Bm 860                  |                         | 1954–1961           | 14                | 4                 | 75                | 1250              |                   | |
| Bm 4/4               | 18401–18446          | Bm 840                  |                         | 1960–1970           | 46                | 40                | 75                | 883               |                   | |
| Am 6/6               | 18521–18526          | Am 861                  |                         | 1976                | 6                 | 0                 | 85                | 1839              | 2004–2020         | |
| Am 4/4               | 18461–18467          | Am 841                  |                         | 1957–1959           | 7                 | –                 | 140               | 1618              | 1995–1996         | ex DB 220, 1986 für Bauzugdienste angekauft                                                                   |
| Am 4/4               |                      | Am 842                  | 000–001                 | 1992–1993           | 2                 | 2                 | 80                | 1120              |                   | MaK G 1204 BB; ex Sersa AG, 1993 übernommen                                                                   |
|                      |                      | Am 841                  | 000–039                 | 1996–1997           | 40                | 40                | 80                | 920               |                   | GEC Alsthom Transport SA Baureihe GA-DE 900/AS                                                                |
|                      |                      | Am 840                  | 001–003, 901–903        | 2003–2004           | 6                 | 0                 | 120               | 2240              |                   | Vossloh G 2000 BB; 901–903 zeitweise (2004/05) von ATC gemietet, 001-003 verkauft an Scheuchzer im Sept. 2013 |
|                      |                      | Am 842                  | 011–013, 101–102        | 2003                | 5                 | 2                 | 100               | 1100              |                   | Vossloh G 1000 BB; 101–102 zeitweise (2003/06), Am 242 011–013 seit 2006/07 von ATC gemietet                  |
|                      |                      | Am 843                  | 001–028, 050–095        | 2003–2007           | 73                | 66                | 100               | 1500              | 2024              | Vossloh G 1700-2 BB; 051 2005 in 015 umnummeriert                                                             |
|                      |                      | Aem 940                 | 001–047 048–052         | 2018–2022 2023–2024 | 47 5              | 42 5              | 120               | 1735              |                   | Alstom Prima H4 dual 001–005 von der SBB zurückgegeben; von Alstom an Sersa verkauft                          |

## Dieseltriebwagen und -triebzüge
| Dieseltriebwagen- und triebzüge | Dieseltriebwagen- und triebzüge | Dieseltriebwagen- und triebzüge | Dieseltriebwagen- und triebzüge | Dieseltriebwagen- und triebzüge | Dieseltriebwagen- und triebzüge | Dieseltriebwagen- und triebzüge | Dieseltriebwagen- und triebzüge | Dieseltriebwagen- und triebzüge | Dieseltriebwagen- und triebzüge | Dieseltriebwagen- und triebzüge                                                                         |
| Baureihe (klassisch)            | Baureihe (klassisch)            | Baureihe (UIC bzw. TSI)         | Baureihe (UIC bzw. TSI)         | Ausgeliefert                    | Stückzahl                       | Stückzahl heute                 | vmax (km/h)                     | Leistung (kW)                   | Ausrangiert                     | Bemerkungen                                                                                             |
| Serie                           | Betriebsnummern                 | Serie                           | Betriebsnummern                 | Ausgeliefert                    | Stückzahl                       | Stückzahl heute                 | vmax (km/h)                     | Leistung (kW)                   | Ausrangiert                     | Bemerkungen                                                                                             |
| ------------------------------- | ------------------------------- | ------------------------------- | ------------------------------- | ------------------------------- | ------------------------------- | ------------------------------- | ------------------------------- | ------------------------------- | ------------------------------- | --- |
| Cm 1/2                          | 11                              |                                 |                                 | 1902                            | 1                               | 0                               | 40                              |                                 | 1911                            | Benzintriebwagen                                                                                        |
| RCm 2/4                         | –– ex 611–612 ex 101–102        |                                 |                                 | 1935                            | 2                               | 0                               | 125                             | 213                             | 1951–53                         | Rote Pfeile, umgebaut in elektrische Triebwagen RCe 2/4 bzw. RBe 2/4 1008–1009                          |
| CFm 2/4                         | 1691 ex 791 ex 9901             |                                 |                                 | 1930                            | 1                               | 0                               | 90                              | 220                             | 1962                            | letzter Einsatz Nyon–Crassier–Divonne, ab 1966 Eich- und Messwagen X 91502                              |
| CFm 1/2                         | –– ex –– ex 9911–9912           |                                 |                                 | 1925                            | 2                               | 0                               | 50                              | 74                              | 1932                            | in Personenwagen umgebaut                                                                               |
| CFm 2/4                         | –– ex –– ex 9921                |                                 |                                 | 1932                            | 1                               | 0                               | 75                              | 220                             | 1934                            | Abbruch nach Unfall                                                                                     |
| Dm 2/4                          | 1692 ex 891 ex 18601            |                                 |                                 | 1930                            | 1                               | 0                               | 90                              | 530, 410                        | 1971                            | Gepäcktriebwagen, letzter Einsatz Etzwilen–Singen, Generator für elektrische Zugheizung                 |
| RAm TEE                         | 501–502                         |                                 |                                 | 1957                            | 2                               | 0                               | 140                             | 1103                            | 1971–1977                       | TEE Triebzug; 501 1971 nach Unfall ausrangiert, 502 1977 an Ontario Northland Railway (Kanada) verkauft |
| XTm 2/4                         | –                               | XTmass                          | 99 85 9160 001-5                | 2005                            | 1                               | 1                               | 160                             | 672                             |                                 | diesel-hydrodynamischer Messtriebwagen, maximale Messgeschwindigkeit 120 km/h                           |

## Akkumulatortriebwagen und -triebzüge
| Akkumulatortriebwagen und -triebzüge | Akkumulatortriebwagen und -triebzüge | Akkumulatortriebwagen und -triebzüge | Akkumulatortriebwagen und -triebzüge | Akkumulatortriebwagen und -triebzüge | Akkumulatortriebwagen und -triebzüge | Akkumulatortriebwagen und -triebzüge | Akkumulatortriebwagen und -triebzüge | Akkumulatortriebwagen und -triebzüge | Akkumulatortriebwagen und -triebzüge | Akkumulatortriebwagen und -triebzüge |
| Baureihe (klassisch)                 | Baureihe (klassisch)                 | Baureihe (UIC bzw. TSI)              | Baureihe (UIC bzw. TSI)              | Ausgeliefert                         | Stückzahl                            | Stückzahl heute                      | vmax (km/h)                          | Leistung (kW)                        | Ausrangiert                          | Bemerkungen                          |
| Serie                                | Betriebsnummern                      | Serie                                | Betriebsnummern                      | Ausgeliefert                         | Stückzahl                            | Stückzahl heute                      | vmax (km/h)                          | Leistung (kW)                        | Ausrangiert                          | Bemerkungen                          |
| ------------------------------------ | ------------------------------------ | ------------------------------------ | ------------------------------------ | ------------------------------------ | ------------------------------------ | ------------------------------------ | ------------------------------------ | ------------------------------------ | ------------------------------------ | ------------------------------------ |
| F 2/2                                | 1–5 (ab 1920 Xa 2/2 ab 1923 Ta 2/2)  |                                      |                                      | 1919                                 | 5                                    | 0                                    |                                      |                                      | 1936–ca. 1956                        | ab 1923 zu den Traktoren gezählt     |

## Rangierlokomotiven
| Rangierlokomotiven   | Rangierlokomotiven   | Rangierlokomotiven      | Rangierlokomotiven      | Rangierlokomotiven | Rangierlokomotiven | Rangierlokomotiven | Rangierlokomotiven | Rangierlokomotiven | Rangierlokomotiven | Rangierlokomotiven |
| Baureihe (klassisch) | Baureihe (klassisch) | Baureihe (UIC bzw. TSI) | Baureihe (UIC bzw. TSI) | Ausgeliefert       | Stückzahl          | Stückzahl heute    | vmax (km/h)        | Leistung (kW)      | Ausrangiert        | Bemerkungen |
| Serie                | Betriebsnummern      | Serie                   | Betriebsnummern         | Ausgeliefert       | Stückzahl          | Stückzahl heute    | vmax (km/h)        | Leistung (kW)      | Ausrangiert        | Bemerkungen |
| -------------------- | -------------------- | ----------------------- | ----------------------- | ------------------ | ------------------ | ------------------ | ------------------ | ------------------ | ------------------ | --- |
| Em 3/3               | 18801–18841          | Em 830                  |                         | 1959–1963          | 41                 | 6 (2017)           | 65                 | 441                | 1995–              | 3 Stück per 201? an Travys |
|                      |                      | Em 831                  | 000–002                 | 1992               | 3                  | 0                  |                    |                    | 2012–2013          | |
|                      |                      | Ee 922                  | 001–025                 | 2009–2015          | 25                 | 25                 | 100                | 600                |                    | Zweisystemlok für 15 kV/16,7 Hz und 25 kV/50 Hz |
|                      |                      | Eem 923                 | 001–030                 | 2012–2013          | 30                 | 30 (2013)          |                    |                    |                    | Hybridlok für 15 kV/16,7 Hz, 25 kV/50 Hz und Dieselbetrieb |
| Ee 3/4               | 16301–16302          |                         |                         | 1923               | 2                  | 0                  | 40                 | 430                | 1979–1983          | |
| Ee 3/3               | 16311–16326          | Ee 930                  |                         | 1928               | 16                 | 0                  | 40                 | 430                | 1977–1997          | Spitzname «Glätteisen», mit Endführerstand |
| Ee 3/3               | 16331–16376          | Ee 930                  |                         | 1930–1942          | 46                 | 0                  | 40                 | 430                | 1986–              | 16362 (TSI 97 85 1930 362-9) in Betrieb per 2017 16351: 79 Betriebsjahre (1932–2011)                                                                           |
| Ee 3/3               | 16381–16414          | Ee 930                  |                         | 1944–1947          | 34                 | 0                  | 50                 | 500                | 2001–2020          | 16399 (TSI 97 85 1930 399-1): SBB-Historic, 16383 letzte ausrangierte Maschine der Serie Ee 3/3                                                                |
| Ee 3/3               | 16421–16460          | Ee 930                  |                         | 1951–1966          | 40                 | 0                  | 45                 | 500                | 2005–2020          | |
| Ee 3/3II             | 16501–16506          | Ee 931                  |                         | 1957–1958          | 6                  | 0                  | 45                 | 500/520            | 1994–2002          | Zweisystemlok für 15 kV/16⅔ Hz und 25 kV/50 Hz |
| Ee 3/3II             | 16511–16519          | Ee 932                  |                         | 1962–1963          | 9                  | 1 (2017)           | 45                 | 500                | 2006–              | Zweisystemlok für 15 kV/16⅔ Hz und 25 kV/50 Hz; ex SNCF, 1971/72 durch SBB angekauft 16515 (TSI: 97 85 1932 515-0) in Betrieb per 2017, 2018 verm. ausrangiert |
| Ee 3/3IV             | 16551–16560          | Ee 934                  | 551–560                 | 1962–1963          | 10                 | 3 (2017)           | 60                 | 400                | 2006–              | Viersystemlok für 15 kV/16⅔ Hz und 25 kV/50 Hz sowie 1500 V = und 3000 V =                                                                                     |
| Ee 6/6               | 16801–16802          | Ee 960                  |                         | 1952               | 2                  | 0                  | 45                 | 1000               | 1999–2005          | |
| Ee 6/6II             | 16811–16820          | Ee 961                  |                         | 1980               | 10                 | 0                  | 85                 | 730                | 2007–2021          | |
| Eem 6/6/ Em 6/6      | 17001–17006          | Em 962                  |                         | 1970               | 6                  | 0                  | 65                 | 800                | 2003–2005          | Zweikraftlok mit Hilfsdieselmotor 400 kW Umbau 1984–1993 zu Em 6/6                                                                                             |

## Traktoren
| Traktoren            | Traktoren                      | Traktoren               | Traktoren               | Traktoren    | Traktoren | Traktoren       | Traktoren   | Traktoren                      | Traktoren   | Traktoren                                                     |
| Baureihe (klassisch) | Baureihe (klassisch)           | Baureihe (UIC bzw. TSI) | Baureihe (UIC bzw. TSI) | Ausgeliefert | Stückzahl | Stückzahl heute | vmax (km/h) | Leistung (kW)                  | Ausrangiert | Bemerkungen                                                   |
| Serie                | Betriebsnummern                | Serie                   | Betriebsnummern         | Ausgeliefert | Stückzahl | Stückzahl heute | vmax (km/h) | Leistung (kW)                  | Ausrangiert | Bemerkungen                                                   |
| -------------------- | ------------------------------ | ----------------------- | ----------------------- | ------------ | --------- | --------------- | ----------- | ------------------------------ | ----------- | ------------------------------------------------------------- |
| Ta                   | 966                            | Ta 251 Ta 200           | 966, 002–005            | 1987, 1990   | 5         |                 | 10          | 9.2                            |             | Magnetpuffer, Werkstättenverschub, «Tintenfische»             |
| Ta                   | 968, 975–976 969–972, 973, 974 | Ta 200/201              |                         | 1911–1977    |           |                 |             |                                |             | Magnetpuffer, Werkstättenverschub, «Tintenfische»             |
| TeI                  | 1–60                           | Te 210                  |                         |              | 60        |                 |             |                                |             |                                                               |
| TeII                 | 61–97                          | Te 211                  |                         |              | 37        |                 |             |                                |             |                                                               |
| TeIII                | 121–138                        | Te 212                  |                         |              |           |                 |             |                                |             |                                                               |
| TeIII                | 139–179                        |                         |                         |              |           |                 |             |                                |             |                                                               |
| TeIV                 | 8201–8203                      | Te 214                  |                         |              | 3         |                 |             |                                |             |                                                               |
| TemI                 | 251–275                        | Tem 220                 |                         |              |           |                 |             |                                |             |                                                               |
| TemII                | 276–298                        | Tem 221                 |                         |              | 22        |                 |             |                                |             |                                                               |
| TemIII               | 321–365                        | Tem 222                 |                         |              |           |                 |             |                                |             |                                                               |
| Tm                   | 900                            | Tm 230                  | 000                     | 1963         | 1         | 0               | 20          | 22                             | 2007        | Werkstätteverschub Biel                                       |
| Tm                   | 401–406, 896                   | Tm 230                  |                         | 1957–1958    | 7         |                 | 45          |                                |             |                                                               |
| TmI                  | 407–513                        | Tm 230                  |                         | 1960–1965    | 107       |                 | 45          |                                |             |                                                               |
| TmII                 | 601–853                        | Tm 230                  |                         |              | 253       | ‹66             |             |                                |             |                                                               |
|                      |                                | Tm 231                  | 900                     | 1969         | 1         |                 |             | 173                            |             | Übernahme 2000, ex STB Tm 238 111                             |
| TmIII                | 901–924                        | Tm 231                  |                         | 1958–1966    | 24        |                 | 30          |                                |             | dieselelektrisch                                              |
| TmIII                | 9451–9463 9501–9543, 9551–9597 | Tm 231                  |                         | 1976–1988    | 103       | 48              |             |                                | ab 2007     | 52 Stück remotorisiert als Tm 232 001–052                     |
|                      |                                | Tm 232                  | 001–052                 | (2003–2006)  | 52        |                 |             |                                |             | Umbau aus TmIII                                               |
| TmIV                 | 8751–8797 9651–9685            | Tm 232                  | 111 ...                 |              | 82        | 82              |             |                                |             | Umzeichnung 232 111 (2007), ex 8761                           |
|                      |                                | Tm 233                  | 900                     | 1994         | 1         | 1               |             | 368                            |             | Übernahme 2000, ex STB Tm 238 114                             |
|                      |                                | Tm 233                  | 910–911                 | 1999         | 2         | 2               |             |                                |             | Übernahme 2002, ex MThB Tm 236 643–644                        |
|                      |                                | Tm 233                  | 950                     | 1972         | 1         | 0               |             | 309?                           | 2008        | Übernahme 2003, ex MThB Em 826 641                            |
|                      |                                | Tm 236                  | 642                     | 1966         | 1         | 0               |             | 309?                           | 2007        | Übernahme 2003, ex Thurbo Tm 236 649                          |
|                      |                                | Tm 234                  | 000–012, 050–086, 090   | 1999–2001    | 50+1      | 51              |             | 550                            |             | Baudiensttraktor «Ameise»                                     |
| 100–149              | 2002–2003                      | Tm 234                  | 50                      | 50           |           |                 |             | 550                            |             | Baudiensttraktor «Ameise»                                     |
| 200–224              | 2007                           | Tm 234                  | 25                      | 25           |           |                 |             | 550                            |             | Baudiensttraktor «Ameise»                                     |
|                      |                                | Tm 234.4                | 401–435                 | 2018–2020    | (35)      | 4               | 100         | 520 Fahrmotor 130 Arbeitsmotor |             | Baudiensttraktor «Dart – Diesel-Arbeits- und Rangier-Traktor» |
|                      |                                | Tm 235                  | 000–014                 | 1991–1992    | 15        | 0               |             |                                | 2002–2007   | Baudiensttraktor «Robel»                                      |
|                      |                                | Tm 283                  | 000                     | 1973         | 1         | 0               |             |                                | 1997        | Übernahme 1989, ex Scheuchzer (Schleifzug)                    |

## Fotos von Lokomotiven und Triebzügen (Auswahl)

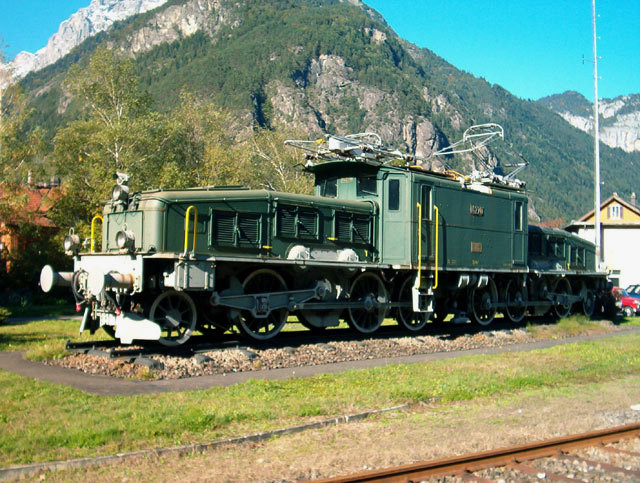
Ce 6/8II
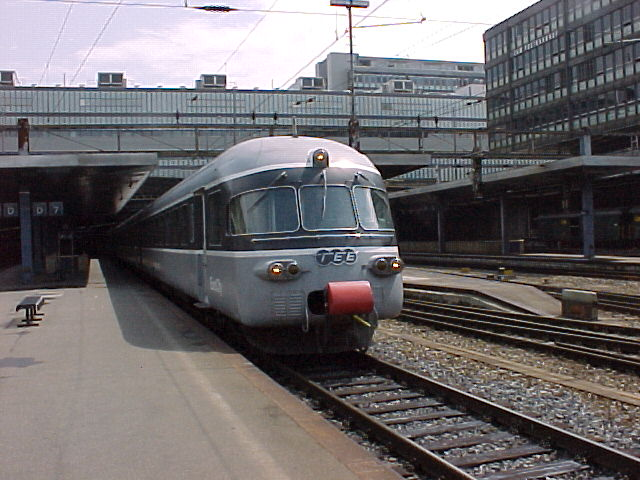
RABe EC
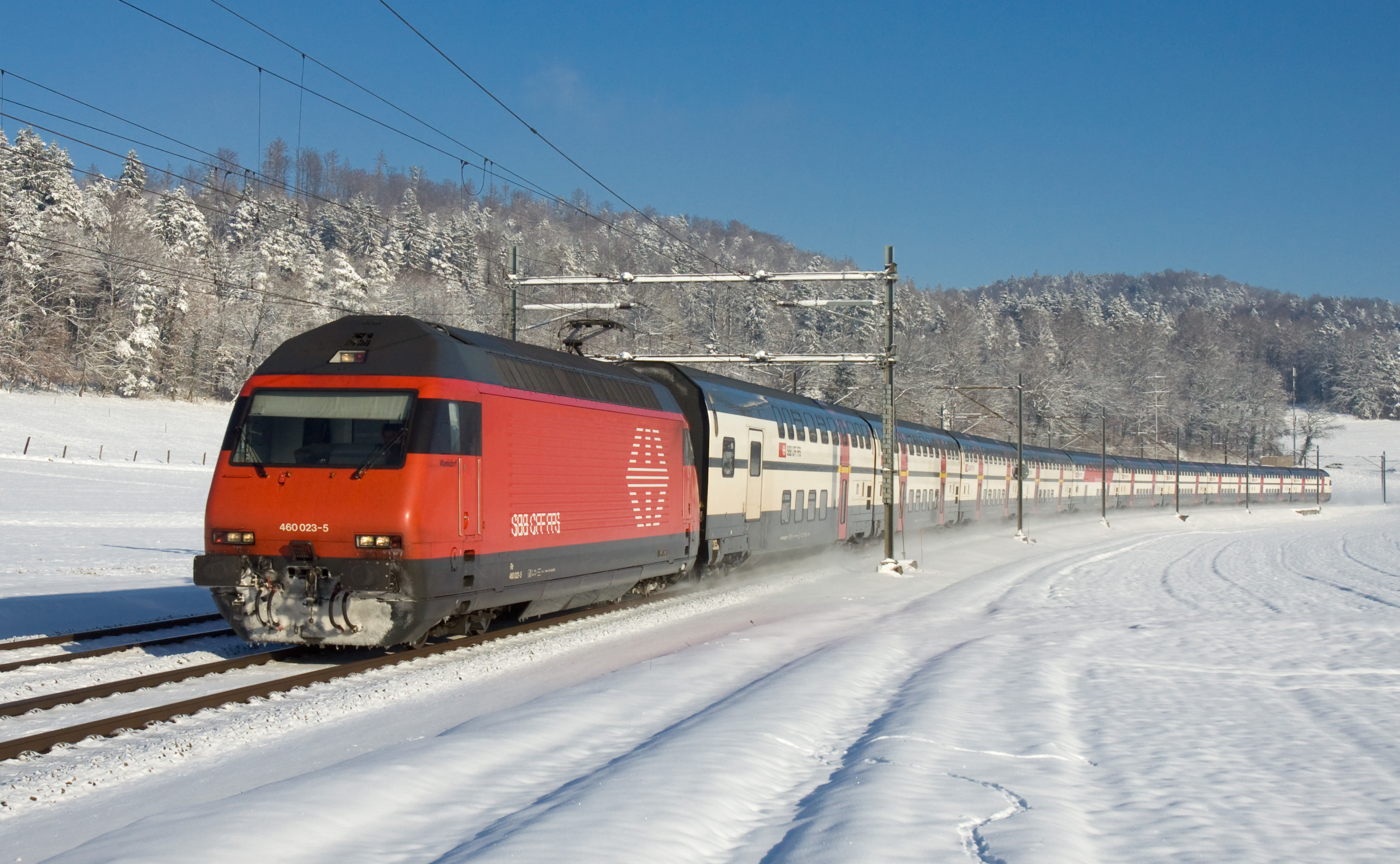
Re 460 023
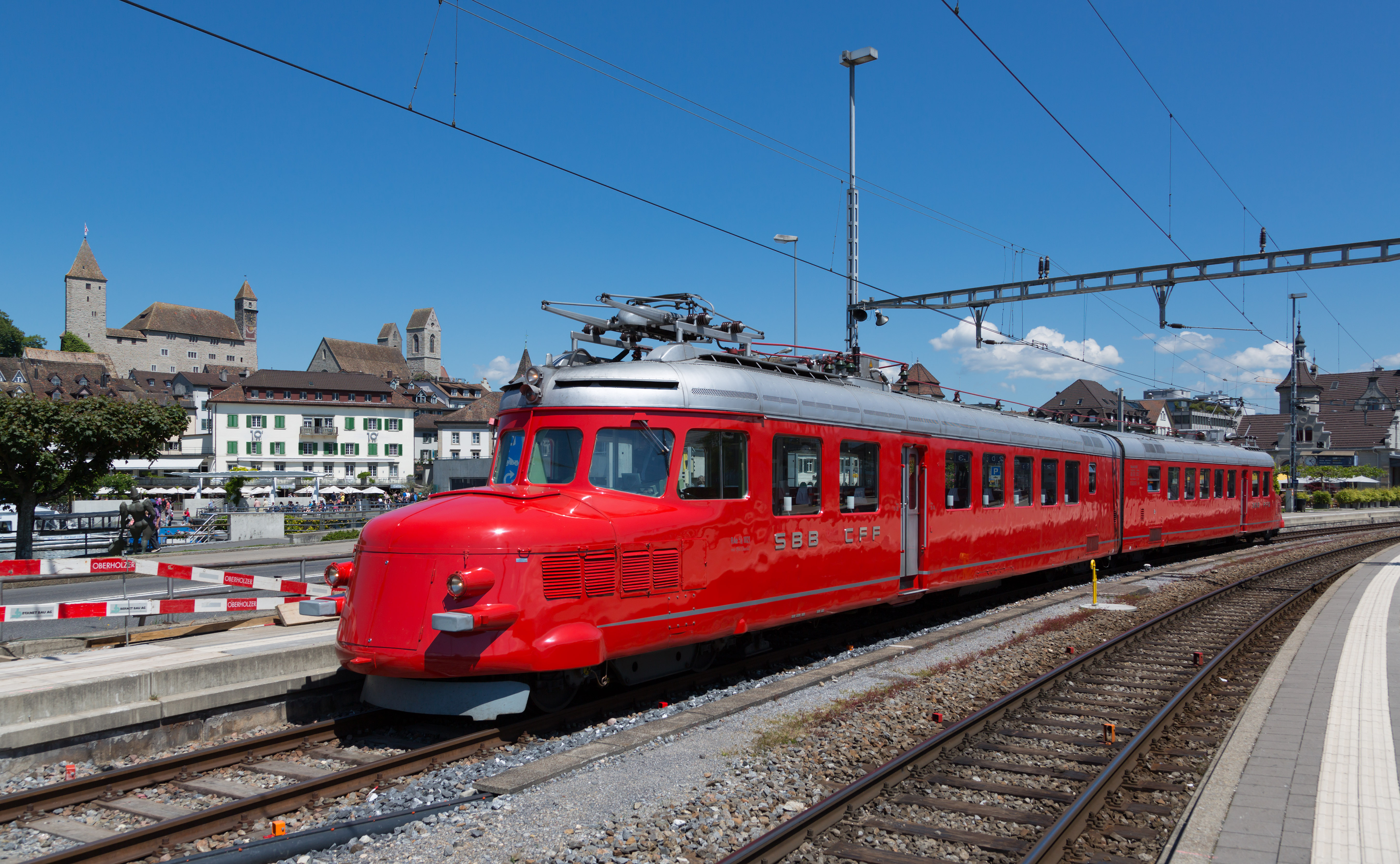
RAe 4/8
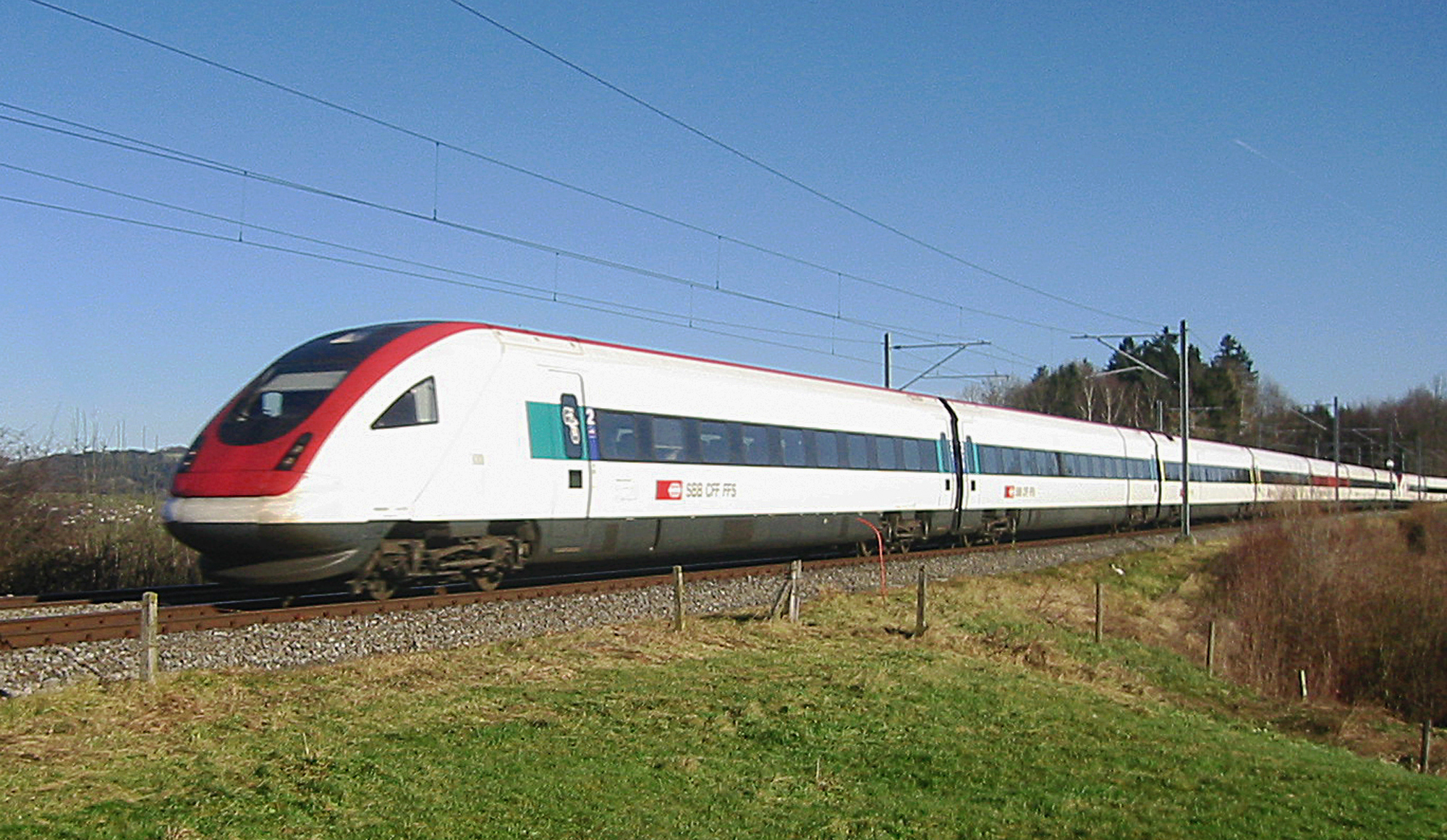
RABDe 500
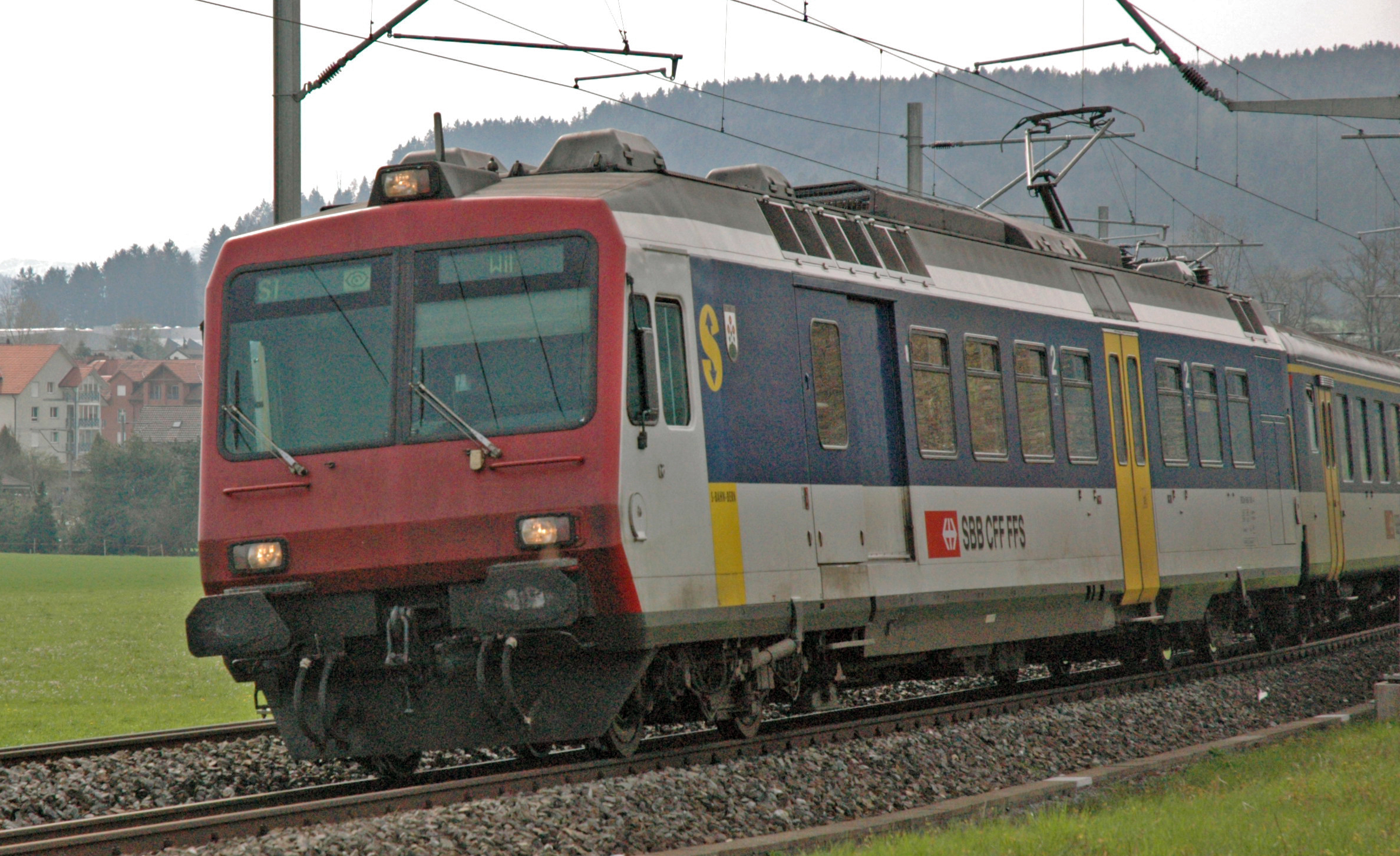
RBDe 560
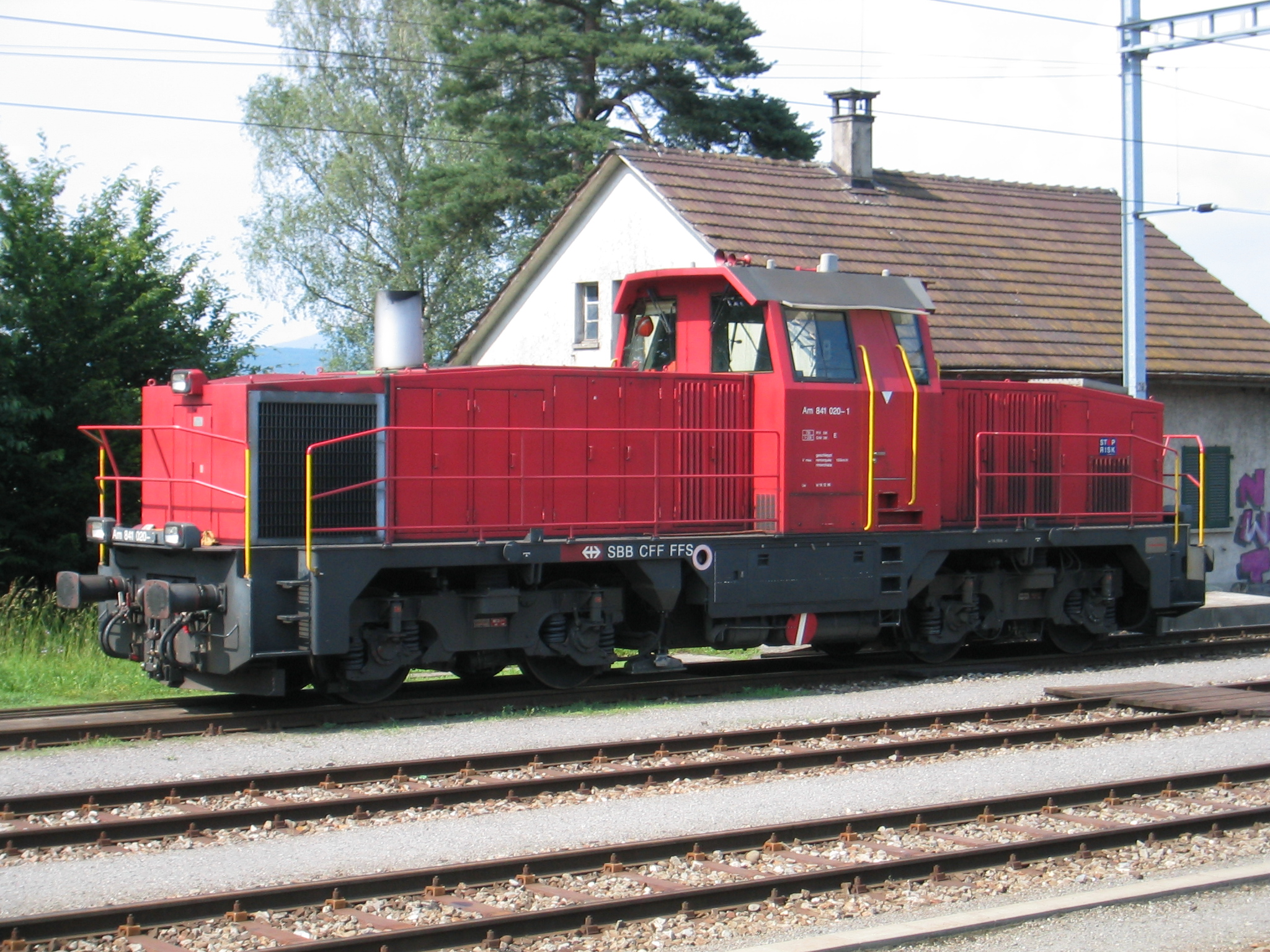
Am 841 000
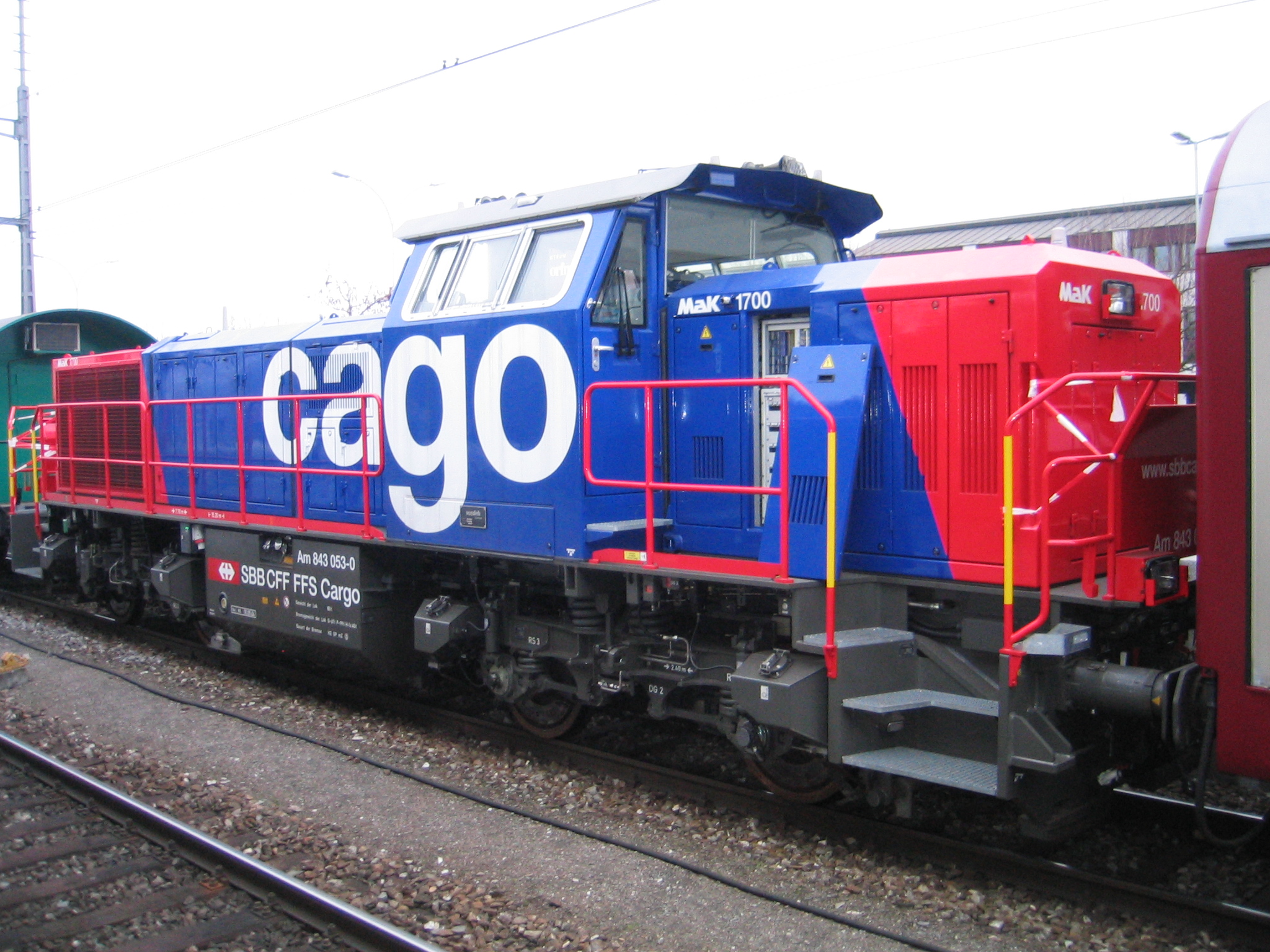
Am 843